# Amphibdella flavolineata
Amphibdella flavolineata är en plattmaskart. Amphibdella flavolineata ingår i släktet Amphibdella och familjen Dactylogyridae. Inga underarter finns listade i Catalogue of Life.